# Kamela
Kamela (kaszub. Kaméla, niem. Kamehlen) – wieś kaszubska w Polsce, położona w województwie pomorskim, w powiecie kartuskim, w gminie Somonino, 1,8 km na wschód od drogi krajowej nr 20 ze Stargardu do Gdyni.
W latach 1945–1998 (także po 1975) wieś administracyjnie należała do województwa gdańskiego.

## Integralne części wsi
| SIMC    | Nazwa      | Rodzaj      |
| ------- | ---------- | ----------- |
| 0172474 | Lisia Góra | osada leśna |

## Historia
Dawna wieś gburska, chłopska, pohutnicza. Powstała około 1600 r. wraz z innymi wsiami założonymi na obszarach wytrzebionego na tym terenie lasu. Pierwotnie miejscowość należała do starostwa skarszewskiego i sprawowała szarwarki dla utrzymania śluz młyńskich w Skarszewach, zamienione następnie na opłatę pieniężną. Około 1880 r. wieś liczyła 1231 mórg upraw, 12 gospodarstw gburskich i 11 zagrodniczych. Mieszkało tu 54 katolików i 119 ewangelików w 26 domostwach. Kamela należała do parafii Goręczyno, szkoła znajdowała się w tym czasie na miejscu, a poczta w pobliskim Przywidzu.
W roku 1892 Niemcy stanowili 68% ludności . Na ogólną liczbę 241 mieszkańców było ich 164, Kaszubów było 77. 
Na miejscowym cmentarzu ewangelickim znajduje się pojedynczy, odrestaurowany krzyż żelazny. Ostatni pochówek na tej nekropolii odbył się w roku 1946.